# Militärakademie der Fernmeldetruppe, S. M. Budjonny

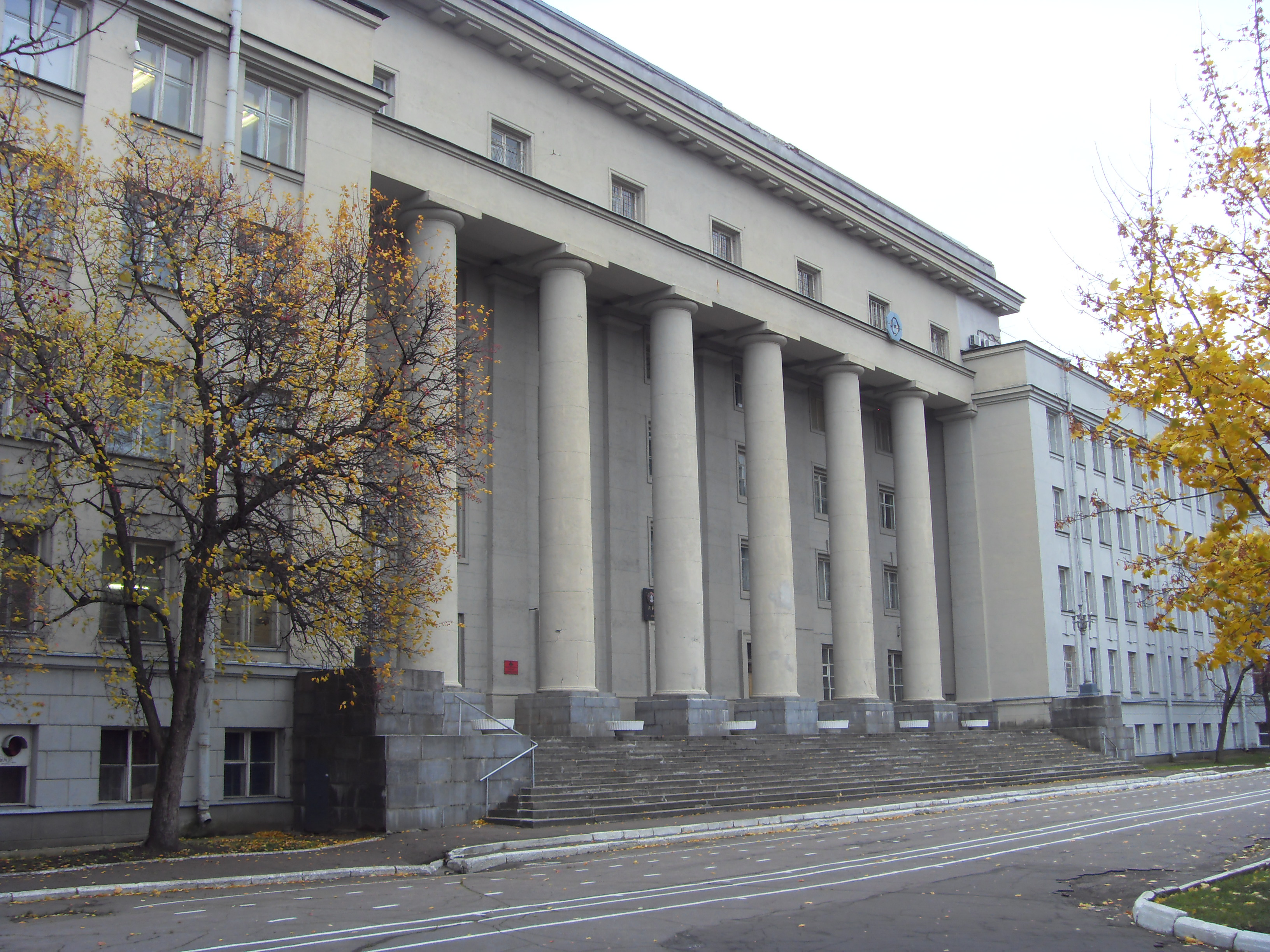
Campus der Militärakademie Tichorezki Prospekt

Die Militärakademie der Fernmeldetruppe „S. M. Budjonny“ (russisch Военная академия связи им. С. М. Будённого) ist eine militärische Universität in Sankt Petersburg, Russische Föderation, die im Jahre 1919 gegründet wurde.

## Geschichte

### Gebäudekomplex
Die Militärakademie der Nachrichten-/Fernmeldetruppe belegt mehrere Gebäudekomplexe in St. Petersburg und Umgebung.
1. In der Paradnaja Uliza, seit Mitte des 18. Jahrhunderts Quartier des Preobraschensker Garderegiment und seit den 1950er Jahren Wohnheim für ausländische Offiziershörer und Mensa. Gegenüber die Lehreinrichtungen für verschiedene Fachrichtungen.
2. Auf dem Suworowski Prospekt, eine Parallelstraße zur Paradnaja Ulica, befand sich früher die Generalstabsakademie Zar Nikolaus II. (Nikolaus Generalstabsakademie in St. Petersburg). Hier absolvierten die ausländischen Offiziershörer in der Regel ihre ersten beiden allgemeinen Studiensemester. Der heute denkmalgeschützte Gebäudekomplex war hauptsächlich durch den Baumeister und Architekt A.I. Gogen 1900 bis 1901 errichtet worden.
3. Auf dem Tichorezki Prospekt entstand im Laufe der Jahre der dritte und größte Gebäudekomplex mit einer umfangreichen Anzahl von Lehreinrichtungen.
4. Ca. 20 km nördlich der Stadt bei der Ortschaft Levashovo, ein taktisch-technisches Feldpolygon.
Die beiden erstgenannten befinden sich im Zentrum und der dritte Komplex im Norden der Stadt.

### Bildergalerie

Gebäudekomplexe der Akademie
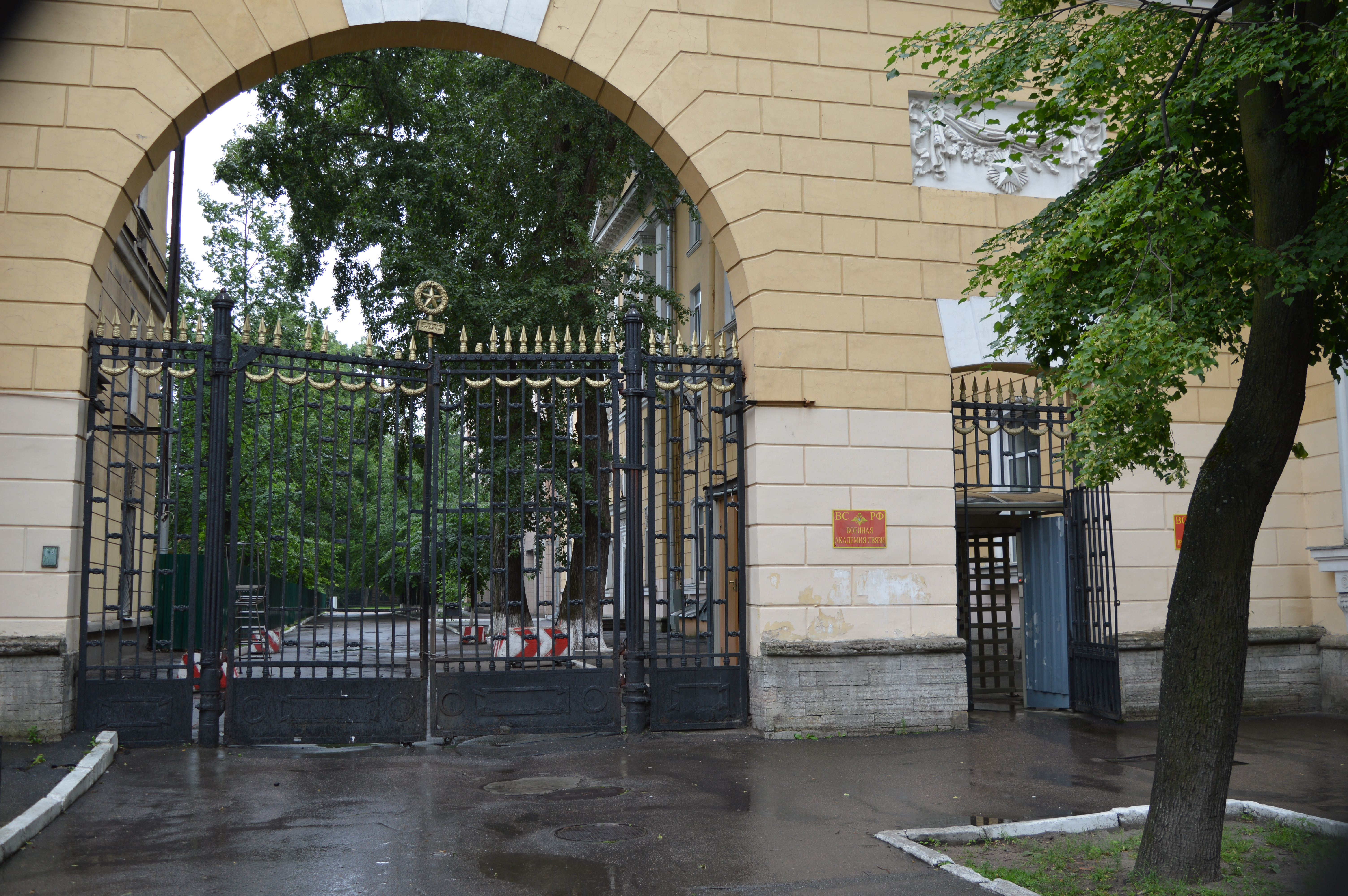
Einfahrt in den Gebäudekomplex Paradnaja Uliza
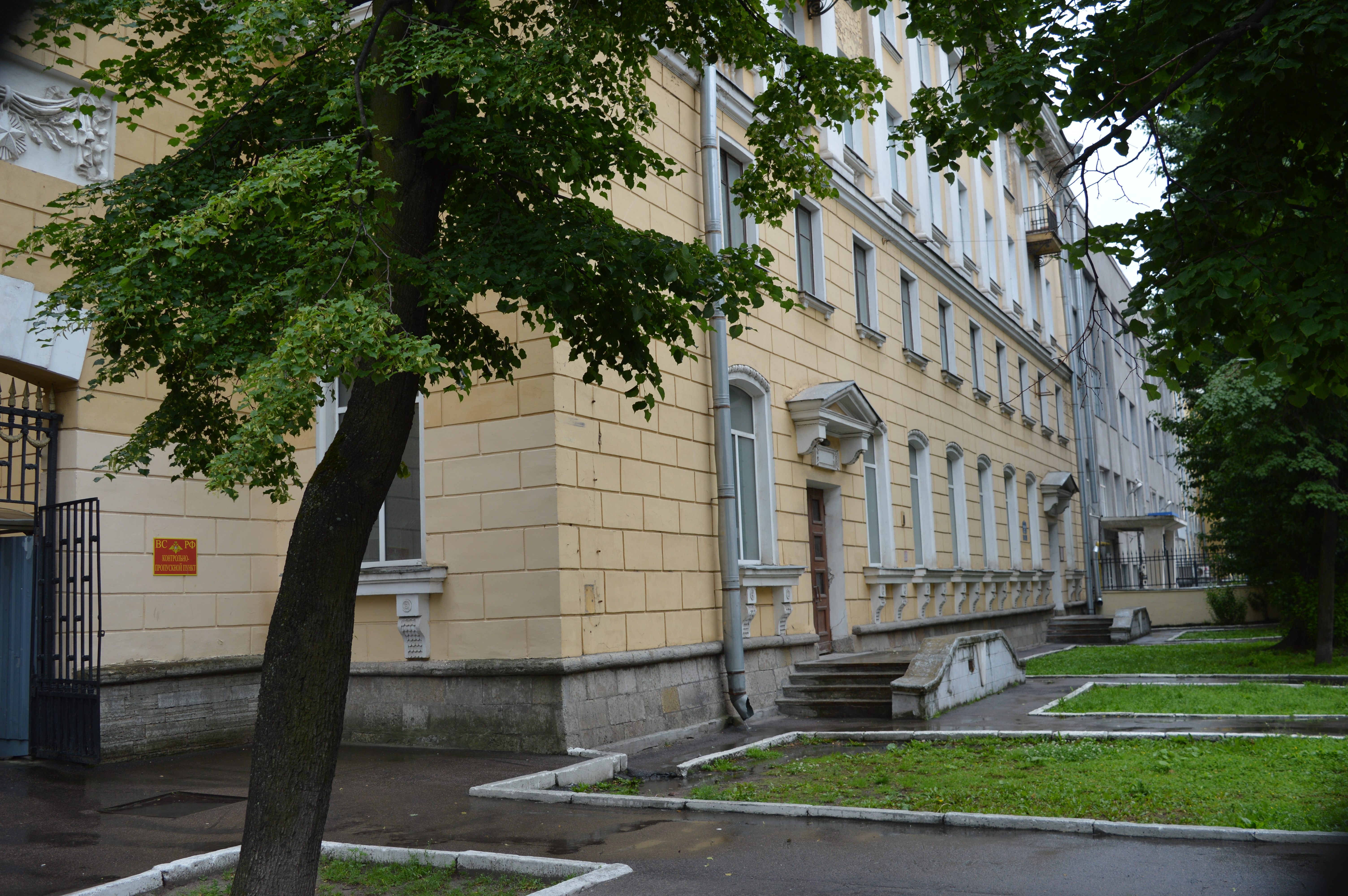
Blick auf das Wohnheim ausländischer Offiziershörer
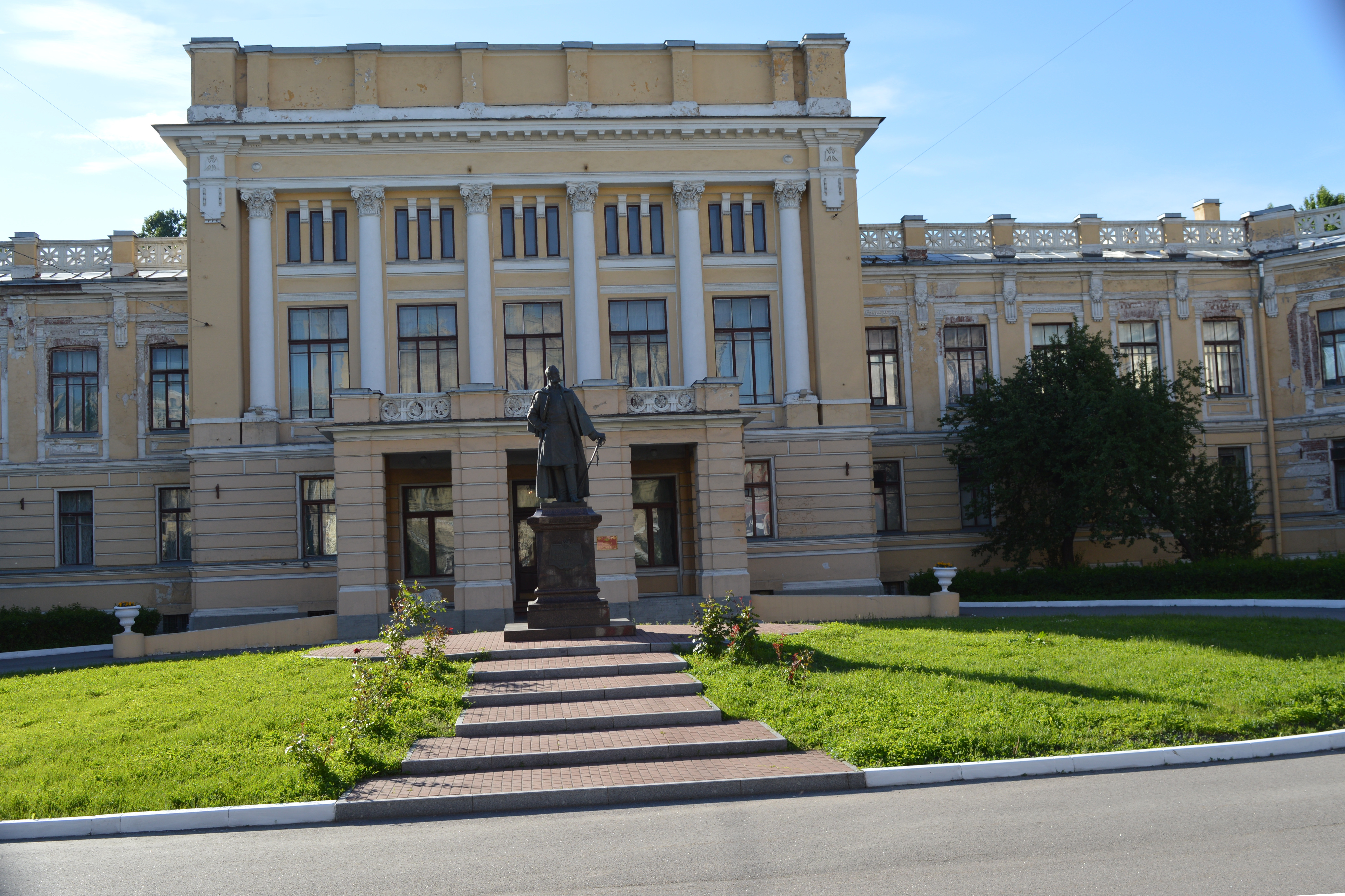
Gebäudekomplex Suworowski Prospekt
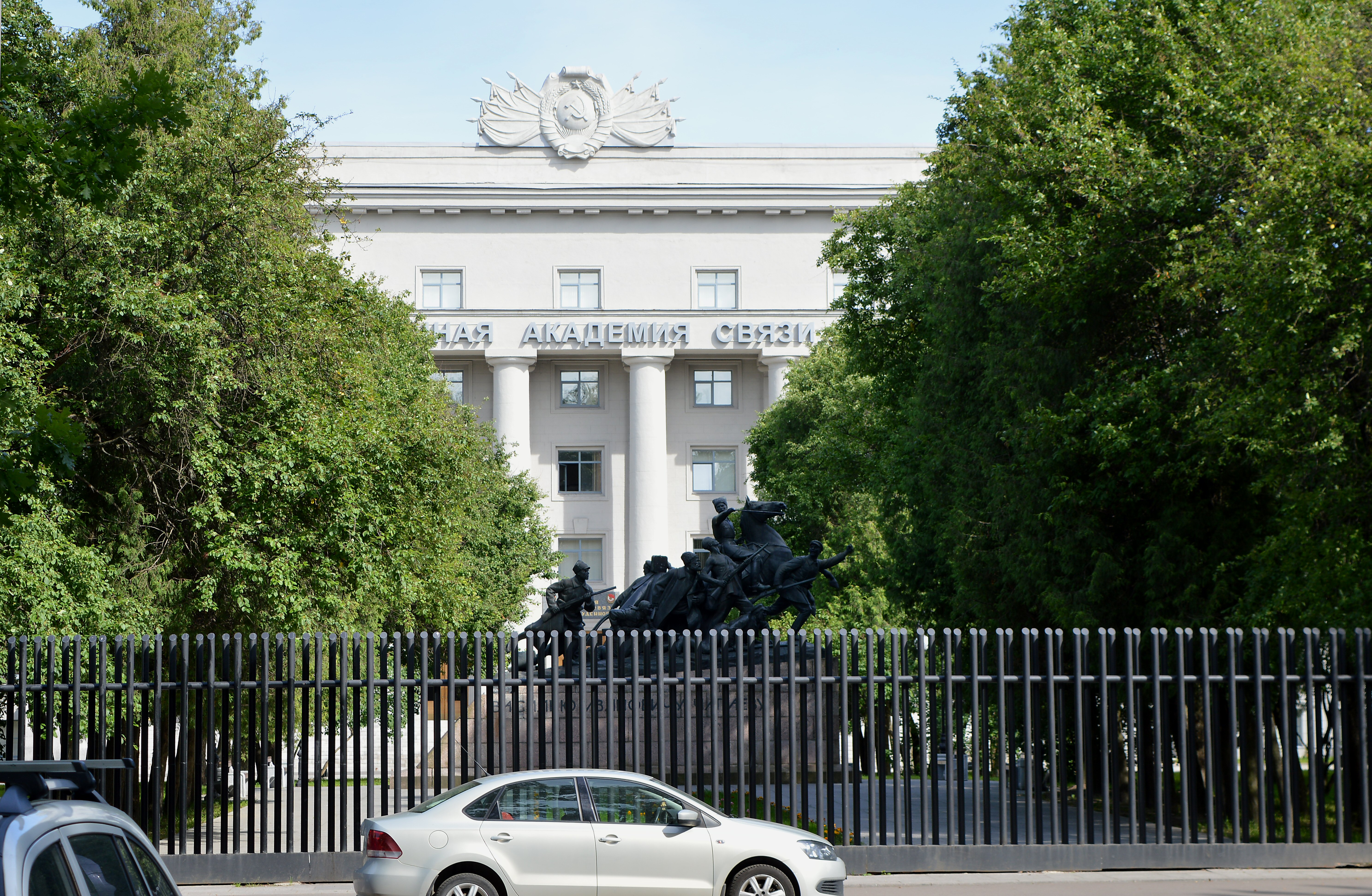
Gebäudekomplex Tichorezki Prospekt
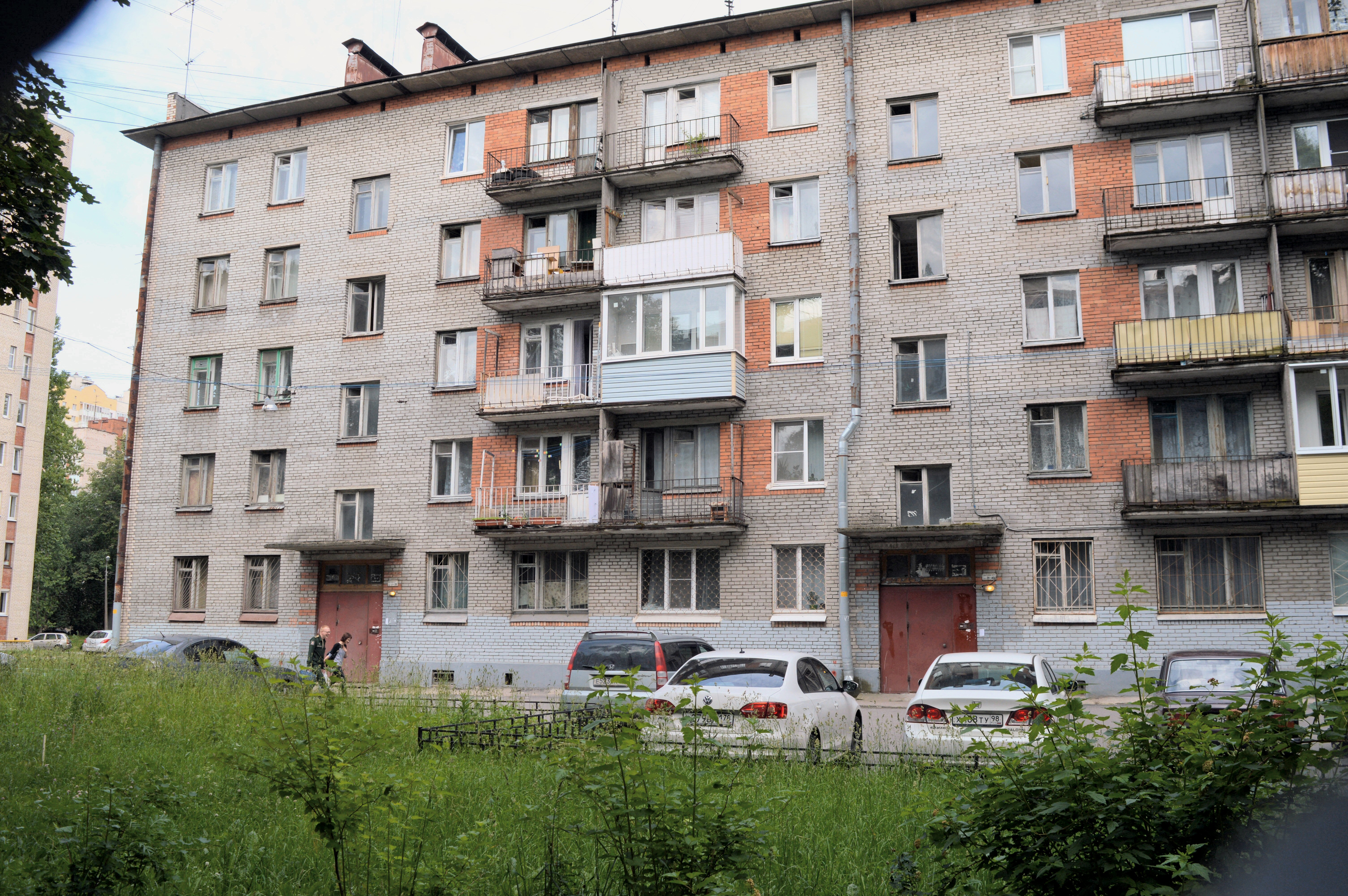
Wohnhaus für Familien ausländischer Offiziershörer Noworussiskaja Uliza

### Zeittafel
- 8. November 1919: Gründung der Akademie. Ursprüngliche Namensgebung Elektrotechnische Militärhochschule für Kommandeure der Roten Arbeiter- und Bauernarmee  (russisch Высшая военная электротехническая школа комсостава Рабоче-крестьянской Красной Армии (РККА)).
- 21. Januar 1941: Auf Befehl des Volkskommissars für Verteidigung der UdSSR wurde diese militärische Hochschule umbenannt in Militärakademie für Nachrichtentechnik  (russisch Военная электротехническая академиа связи).
- 5. Juli 1946 erhielt die Militärakademie den Ehrennamen S. M. Budjonny.
- Bis zur Auflösung der UdSSR im Jahre 1991 wurde das oben stehende Absolventenabzeichen nach erfolgreichem Studienabschluss verliehen.
- 29. August 1998: Gemäß Erlass der Regierung der Russischen Föderation (Nr. 1009) erhielt die Militärakademie den Status einer Universität.

## Studieninhalte
Es wird ein Vollstudium für Offiziere in Spezialverwendungen angeboten. Die Studiendauer beträgt 5 Jahre.
Fachrichtungen
- 210401 – Physik und optoelektronische Nachrichtentechnik
- 210404 – Mehrkanal / hochkanalige Telekommunikationssysteme
- 210405 – Funktechnik, Hörrundfunk und Fernsehen
- 210406 – Fernmeldenetze und Vermittlungstechnik
- 230101 – Computertechnik, Anlagen, Systeme und Netzwerke
- 230102 – Automatisierte IT- und Führungssysteme
- 230105 – Programmierung von DV-Anlagen und automatisierten Führungssystemen

Auszeichnungen
- Rotbannerorden, 7. Nov. 1944
- Leninorden 22. Febr. 1968

## Leitungen der Militärakademie
- 1919–1921 – A.W. Babinski (ru: А.В. Бабински)
- 1921–1922 – E.A. Bernardelli (ru: E.A. Бернарделли)
- 1922–1927 – A.A. Owtschinikow (ru: A.A Овчиников)
- 1928–1932 – Professor E.A. Swiriskij (ru: E.A. Свирский)
- 1932–1937 – K.E. Polischtschuk (ru: K.E. Полищук)
- 1937–1938 – M.I. Dratwin (ru: M.И. Дратвин)
- 1938–1938 – N.N. Andreew (ru: H.H. Андреев)
- 1938–1942 – Generalleutnant W.M. Gowjadkin (ru: B.M. Говядкин)
- 1942–1944 – Generalmajor A.G. Lapkin (ru: A.Г. Лапкин)
- 1944–1949 – GenLt K.Ch. Murawew (ru: К.Х. Муравьев)
- 1949–1951 – GenLt P.D. Miroschnikow (ru: П.Д. Мирошников)
- 1953–1961 – GenLt P.D. Miroschnikow (ru: П.Д. Мирошников)
- 1951–1957 – GenLt W.W. Senigodskij (ru: B.B. Зенигодский)
- 1961–1978 – Generaloberst A.A. Frolow (ru: А.А. Фролов)
- 1957–1978 – GenLt A.P. Borisow (ru: А.П. Борисов)
- 1978–1988 – GenLt N.G. Popow (ru: Н.Г. Попов)
- 1988–1991 – GenLt P.N. Baraschkow (ru: П.Н.Барашков)
- 1991–1995 – GenLt G.G. Sawin (ru: Г.Г. Савин)
- 1995–1998 – GenLt S.P. Liguta (ru: С.Р. Лигута)
- 1998–2003 – GenLt E.A. Karpow (ru: Е.А. Карпов)
- 2003–2009 – GenLt A.L. Krementschuzkii (ru: А.Л. Кременчуцкий)
- 2009–2011 – GenMaj S.A. Budilkin (ru: С.А. Будилкин)
- 2011–.... – GenLt S.W. Kostarew (ru: С.В. Костарев)

## Bekannte Absolventen und Lehrer
- Anatolii Wasilewitsch Dorofejew (1920–2000), Held der Russischen Föderation. Von April bis Oktober 1943 Student der Kommandeur-Ingenieur-Fakultät an der Militärakademie für Nachrichtentechnik (zu jener Zeit evakuiert in die Stadt Tomsk).